# Biotopverbund Spreeaue
Biotopverbund Spreeaue este o arie protejată (arie specială de conservare — SAC, sit de importanță comunitară — SCI) din Germania întinsă pe o suprafață de 633,9 ha, integral pe uscat.

## Localizare
Centrul sitului Biotopverbund Spreeaue este situat la coordonatele 51°44′22″N 14°21′11″E / 51.7394°N 14.3531°E.

## Înființare
Situl Biotopverbund Spreeaue a fost declarat sit de importanță comunitară în septembrie 2000 pentru a proteja 14 specii de animale. Situl a fost protejat și ca arie specială de conservare în noiembrie 2016.

## Biodiversitate
Situată în ecoregiunea continentală, aria protejată conține 6 habitate naturale: Cursuri de apă de la nivel de câmpie la nivel montan, cu vegetație Ranunculion fluitantis și Callitricho-Batrachion, Liziere de ierburi înalte hidrofile de câmpie și de nivel montan până la alpin, Fânețe de joasă altitudine (Alopecurus pratensis, Sanguisorba officinalis), Păduri de fag Luzulo-Fagetum, Păduri acidofile de stejar bătrân cu Quercus robur pe câmpii nisipoase, Păduri aluvionare cu Alnus glutinosa și Fraxinus excelsior (Alno-Padion, Alnion incanae, Salicion albae).
La baza desemnării sitului se află mai multe specii protejate:
- păsări (7): lăcar mare (Acrocephalus arundinaceus), pescăruș albastru (Alcedo atthis), Bucephala clangula, Grus grus grus, sfrâncioc roșiatic (Lanius collurio), gaia neagră (Milvus migrans), gaia roșie (Milvus milvus)
- mamifere (2): liliac cârn (Barbastella barbastellus), vidră de râu (Lutra lutra)
- nevertebrate (2): fluturele purpuriu (Lycaena dispar), Ophiogomphus cecilia
- pești (3): avat (Aspius aspius), zvârluga (Cobitis taenia), țipar (Misgurnus fossilis)

Pe lângă speciile protejate, pe teritoriul sitului au mai fost identificate 3 specii de amfibieni, 6 specii de nevertebrate, 2 specii de pești, 1 specie de reptile.